# Tuna (commune de Vimmerby)
Pour les articles homonymes, voir Tuna.
Tuna est une localité de Suède dans la commune de Vimmerby située dans le comté de Kalmar.
Sa population était de 214 habitants en 2019.